# Foire internationale aux fromages et aux vins de Coulommiers
La Foire internationale aux fromages et aux vins de Coulommiers (souvent appelée simplement « Foire  aux fromages » localement) est une foire agricole qui a lieu à Coulommiers, en Seine-et-Marne, tous les ans depuis 1967 pendant le week-end des Rameaux.

## Historique
La volonté de promouvoir les productions fromagères et viticoles briardes est à l'origine de la Foire internationale aux fromages et aux vins de Coulommiers. Mettant à l'honneur les fromages du patrimoine gastronomique régional, elle est l'occasion d'un concours « du brie de Coulommiers et des produits laitiers d'Île de France » et d'une exposition d'animaux d'élevage. Cette foire internationale renoue ainsi avec la tradition des foires médiévales de Champagne et de Brie, manifestations commerciales importantes dans le contexte économique du temps et représentées alors à Coulommiers par celles de Saint-Denys et de Sainte-Foy
Créée à l'initiative de Pierre Aubert (alors président du comité des foires et expositions) et de Gilbert Jacotin dans le cadre des célébrations du millénaire des fromages de Brie (1967), elle réunit quatre exposants et la confrérie du Beaujolais lors de sa première édition. Celle-ci se tient sur le parvis du théâtre municipal à partir du 7 mai 1967 et se clôture par un « mariage » entre le brie et le beaujolais, sous les auspices du préfet de Seine-et-Marne de l'époque, Jean Verdier, le tout aux accents de la « Marche des fromages de Brie » composée pour l'occasion par Paulette Lauxerrois et Étienne Lorin.

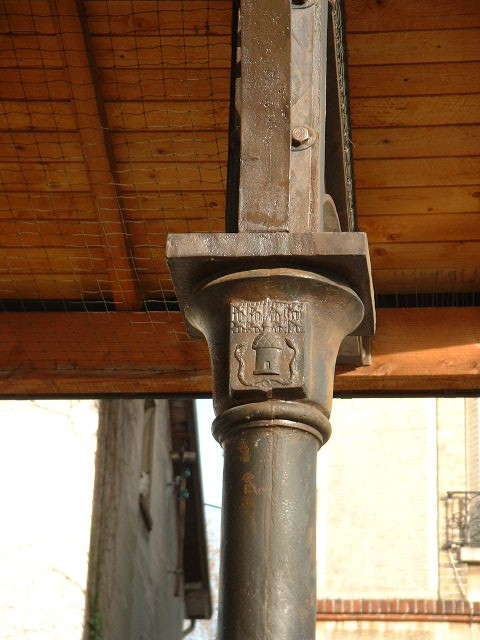
Détail de la halle aux fromages de Coulommiers.

Le nombre d'exposants croît au fil des ans, passant de sept en 1968 à vingt en 1970 et près d'une centaine en 1972 ! Devant l'ampleur prise par la manifestation, la foire est transportée de la place de l'hôtel de ville à l'avenue Gambetta (sous la halle aux fromages), puis au foirail de la Sucrerie à partir de 1989. Après ces modestes débuts de 1967, ce ne sont pas moins de 60 à 65 000 visiteurs qui étaient attendus autour des quelque 350 exposants présents lors de la 43e édition, tenue entre les 23 et 28 mars 2010.
Cette manifestation accueille traditionnellement un invité de marque chaque année : Charles Aznavour, Gérard Depardieu, Philippe Bouvard, Michel Platini, Alain Juppé ou Bernadette Chirac, entre autres personnalités, ont ainsi honoré la foire de leur présence.
En 2009, avec la présence dans la cité briarde du chroniqueur gastronomique Périco Legasse, la 42e édition de la « Foire internationale aux fromage et aux vins » fut placée sous le signe de l'AOC fromage de Coulommiers, la ville de Coulommiers se mobilisant pour la reconnaissance de son fromage et Le Pays Briard, avec un engageant « Aux armes, Columériens », se faisant le porte-parole de ce combat - le député-maire de Coulommiers fraîchement élu, Franck Riester, prenant également fait et cause pour l'AOC coulommiers.